# Sebastian Droste
Sebastian Droste   (Hamburg, 1898 - Hamburg, 27 de juny de 1927) va ser un poeta, actor i ballarí alemany associat a la subcultura d'art underground de la República de Weimar als anys vint.
Droste es va traslladar de la seva ciutat natal d'Hamburg a Berlín el 1919. Es va guanyar la vida com a ballarí nu, coreògraf i poeta expressionista. El seu primer poema va aparèixer a l'edició d'abril de "Der Sturm" aquell mateix any, titulat "Tanz" (Dansa). 15 poemes i "grotescos" més van aparèixer en 12 edicions de la revista al costat d'altres artistes i poetes com Kurt Schwitters i Paul Klee. Va alternar entre publicar amb el nom de Willy o Willi Knobloch. També el 1919 va publicar un drama a la revista expressionista "Menschen" de Dresden.
El 1922, Droste es va casar amb l'expressionista ballarina i actriu exòtica en pel·lícules mudes de l'escena berlinesa, Anita Berber. Ella i Droste van realitzar fantasies amb títols com "Suicide", "Morphium" i "Mad House". Droste va aparèixer com a ballarí a la pel·lícula muda Algol.
El 1923, Droste i Berber van publicar conjuntament un llibre de poesia, fotografies i dibuixos anomenat Die Tänze des Lasters, des Grauens und der Ekstase (Danses de vici, terror i èxtasi), basat en la seva interpretació homònima. Ple d'imatges expressionistes, el llibre oferia una visió de l'angoixa i el cinisme que ombraven les seves existències artístiques i personals. El seu matrimoni va acabar el 1923.
El 1925, Droste es va reunir amb el fotògraf Francis Bruguière a la ciutat de Nova York, on es va anomenar el baró Willy Sebastian Knobloch Droste. Junts van compondre més de 60 fotografies per a una proposta expressionista protagonitzada per Drost provisionalment titulada The Way. UFA GmbH va rebutjar la proposta i les fotografies es van publicar com a part d'una revista fotogràfica a "Die Dame" el juliol de 1925.
A Droste se li va diagnosticar tuberculosi a principis de 1927. Va tornar a casa dels seus pares a Hamburg, on va morir el 27 de juny del mateix any.